# HotelsCombined
ホテルズコンバインド（英: HotelsCombined）は、国内外のホテルに関する料金比較を扱う、ウェブサイトおよびアプリ。オーストラリア・シドニーに本社を置くHotelsCombined Pty Ltdにより運営され、現在はブッキング・ホールディングス (NASDAQ: BKNG) 傘下のKAYAKの一部門となっている。
ウェブサイトは39言語、120通貨を取り扱っており、100以上の旅行サイトやホテルチェーンサイトから200万を越える料金プランを提供している。従業員数は200人以上。

## 沿革
2005年、Yury Shar、ブレンドン・マックイーン、Michael Doubinskiの3人が共同で、ユーザーが同じ場所から主要な旅行サイトの中から最安値が検索でき、そこからアクセスできるホテルサイトを作成した。彼らは3人ともホテル予約サイトのホテルクラブ（Hotel Club）に勤務した経歴を持っていた。
開始当初、彼らは資本金を調達することなく、自宅で仕事をし、9カ月後には開発したサイトを公開した。このウェブサイトは、自律的な旅行者を中心に評判を呼び、1年以内に最初の従業員を雇えるまでになった。現在、全世界で200名近い従業員を抱え、毎月約1700万ユーザーが同社ウェブサイトを閲覧している。ウェブサイトは現在、39言語に翻訳され220カ国以上に配信されている。
2010年、ホテルズコンバインドはTRAVELtechの「Website of the Year」を受賞した。同年、デロイト トウシュ トーマツのTechnology Fast 500 Asia Pacific Rankingで9位、またアメリカの旅行案内サイトのFrommers.comでは、旅行ウェブサイトのトップ10のひとつに選ばれた。2011年には、デロイトのTechnology Fast 50 Programのオーストラリア企業部門のトップ10に選ばれた。また、同年イギリスのインデペンデントは、最も節約できるウェブサイトのひとつにホテルズコンバインドを選んだ。アジアの音楽授賞式Mnet Asian Music Awards2016年度授賞式の公式スポンサーを務めた。
2012年4月、格安航空会社（LCC）のライアンエアーと提携し、RyanairHotels.comサイトとしてホテル料金比較サービス提供を始めた。
2018年7月、ブッキング・ホールディングスがホテルズコンバインドの買収を発表、同年12月に買収が完了し、ホテルズコンバインドは同社のグループ企業の一つであるKAYAKの傘下となった。
日本では東京（セルリアンタワー）にオフィスを持つ。2017年7月より、河北麻友子がホテルズコンバインドのイメージモデルを務めている。

## サービス内容

### テクノロジー
ホテルズコンバインドは、ホテルのメタ検索エンジンを運営している。数多くのオンライン旅行会社やホテルチェーンと提携しながら、一度の検索でホテル料金の比較ができる。また、外部サイトからのユーザーレビューの概要や評価も提供している。

### アフィリエイトプログラム
ホテルズコンバインドでは、アフィリエイトプログラムも行っており、各アフィリエイトはホテルズコンバインドのホテル料金比較サービスを自分たちのウェブサイトで提供することで、収入を得ることができる。ホテルコンテンツは39の言語に訳されており、インターフェイスはアフィリエイトのブランドイメージを保持するために、カスタマイズすることができる。
2012年4月には、ホテル料金比較サービスをRyanairHotels.comとして提供することにより、格安航空会社（LCC）のライアンエアーと提携した。また、ホテルズコンバインドはスカイスキャナーなどヨーロッパや中東を始め、世界各国のサイトとパートナーシップを結びサービス提供をしている。